# Ernest Biéler
Ernest Biéler (Rolle, 31 de julho de 1863 — Lausanne, 25 de junho de 1948) foi um pintor suíço.[carece de fontes?]

## Biografia
Biéler estudou em Lausanne e na Academia Julian.[carece de fontes?]
Recebeu a medalha de prata na Exposição Universal de Paris de 1900 e foi um dos fundadores da École de Savièse. Era, também, cavaleiro da Legião de Honra.